# Victoria Newman
Victoria Newman este un personaj fictiv din filmul Tânăr și neliniștit, fiica lui Victor Newman și a lui Nikki Newman. Rolul a fost jucat de Heather Tom din 1990 până în 2003. În 2005, a fost înlocuită cu Amelia Heinle.
Victoria este primul născut al lui Victor Newman, sora lui Nicholas Newman, sora vitregă a lui Victor Newman Jr. și tot soră vitregă a lui Abby Newman.

## Căsătorii
Victoria a fost căsătorită de mai multe ori, toate căsătoriile sale terminându-se tragic.
- Ryan McNeil
- Charles "Cole" Howard
- Bradley "Brad" Carlton
- Jeffrey Todd "J.T." Hellstrom
- Billy Abbott

## Relații
- Ryan McNeil
- Cole Howard
- Brad Carlton
- J.T. Hellstrom
- Billy Abbott